# Wjatscheslaw Kirillowitsch Iwankow
Wjatscheslaw Kirillowitsch Iwankow (russisch Вячесла́в Кири́ллович Иванько́в; geb. 2. Januar 1940 in der Sowjetunion; gest. 9. Oktober 2009 in Moskau, Russische Föderation) war ein in Russland und den USA tätiger Boss der russischen Mafia und einer der bekanntesten Diebe im Gesetz. Sein Spitzname Japontschik („Kleiner Japaner“) wird auf seine asiatisch anmutenden Gesichtszüge zurückgeführt, könnte aber auch mit seinen Erfahrungen im Kampfsport zusammenhängen.

## Biografie
Um das Leben von Iwankow ranken sich viele Legenden. Er soll in Georgien geboren sein und wuchs in Moskau in problematischen Familienverhältnissen auf, sein Vater war Alkoholiker. Um seiner schwächlichen Gesundheit entgegenzuwirken, betrieb er in der Schulzeit Boxen und Kampfsportarten. Mit 14 Jahren beging er erstmals Diebstähle, später verkaufte er Waren auf dem Schwarzmarkt und gründete eine eigene Bande. Zu Beginn der 1970er Jahre wurde er verhaftet und wegen verschiedener Straftaten verurteilt. 1974 wurde er während seiner Haft im Gefängnis Butyrka von Mitgefangenen als Dieb im Gesetz aufgenommen.
1992 zog er in die USA und ließ sich in Brighton Beach nieder. Er wurde zum Boss der russischen Mafia in New York. Im Juni 1995 wurde er vom FBI verhaftet und 1997 wegen Erpressung zu neun Jahren Gefängnis verurteilt. Nach Ablauf seiner Haft wurde er 2005 nach Russland abgeschoben. In Moskau wurde er infolge einer gewalttätigen Auseinandersetzung verhaftet, bei der 1992 zwei Türken erschossen wurden und ein dritter schwer verletzt worden war. Doch schon im Juli 2005 wurde er von einem bestochenen Richter freigesprochen.
Ende Juli 2009 wurde Wjatscheslaw Iwankow beim Verlassen eines Restaurants in Moskau aus einem Dragunow-Scharfschützengewehr angeschossen, vermutlich im Zusammenhang mit einem Bandenkonflikt. Er starb zweieinhalb Monate später an Bauchfellentzündung. Zu seiner Beerdigung reisten Hunderte Mafiosi an. Die Trauerkränze kamen aus der ganzen Ex-Sowjetunion, sie trugen Aufschriften wie „Von Brüdern aus Sotschi“ oder „Von der Bruderschaft in Kasachstan“. Iwankow wurde auf dem Wagankowoer Friedhof begraben.